# Tournoi de tennis de Sophia Antipolis
Le Tournoi de tennis de Sophia Antipolis, appelé Verrazzano Open à sa création en 2017 et Mouratoglou Open en 2019, est un tournoi international de tennis masculin du circuit professionnel Challenger. Il a eu lieu en 2017 et 2019, au mois d'avril, à l'Académie de tennis de Patrick Mouratoglou à Biot dans la technopole de Sophia Antipolis, en France. Il se joue sur terre battue en extérieur.

## Palmarès messieurs

### Simple
| Année | Vainqueur      | Finaliste        | Score          |
| ----- | -------------- | ---------------- | -------------- |
| 2017  | Aljaž Bedene   | Benoît Paire     | 6-2, 6-2       |
| 2018  | Pas de tournoi | Pas de tournoi   | Pas de tournoi |
| 2019  | Dustin Brown   | Filip Krajinović | 6-3, 7-5       |

### Double
| Année | Vainqueurs                     | Finalistes                      | Score          |
| ----- | ------------------------------ | ------------------------------- | -------------- |
| 2017  | Tristan Lamasine Franko Škugor | Uladzimir Ignatik Jozef Kovalík | 6-2, 6-2       |
| 2018  | Pas de tournoi                 | Pas de tournoi                  | Pas de tournoi |
| 2019  | Thiemo de Bakker Robin Haase   | Enzo Couacaud Tristan Lamasine  | 6-4, 6-4       |